# Vérargues
Vérargues este o comună în departamentul Hérault din sudul Franței. În 2009 avea o populație de 711 de locuitori.

## Evoluția populației
| An        | 1975 | 1982 | 1990 | 1999 | 2006 | 2009 |
| --------- | ---- | ---- | ---- | ---- | ---- | ---- |
| Populație | 348  | 291  | 524  | 446  | 665  | 711  |